# Davit Kakabadze
Davit Kakabadze (též uváděný jako David Kakabadze, gruzínsky დავით კაკაბაძე, 20. srpna 1889 – 10. května 1952) byl gruzínský výtvarný umělec širokého záběru. Proslavil se především jako malíř, spojující západní avantgardní podněty s gruzínskou výtvarnou tradicí, ale působil i jako grafik, fotograf, filmař, návrhář divadelních scén a historik umění.
Narodil se v chudé selské rodině a díky podpoře mecenáše mohl vystudovat přírodní vědy na Petrohradské univerzitě, kde absolvoval roku 1916. V té době zároveň navštěvoval hodiny malby a studoval dějiny starého gruzínského výtvarného umění. Po pobytu v Gruzii se roku 1919 odebral do Paříže, kde setrval do roku 1927. Roku 1928 se stal profesorem tbiliské Státní akademie umění. Později se dostal do konfliktu se státními autoritami, protože odmítal přijmout socialistický realismus, v té době v Sovětském svazu vyžadovaný, a nakonec byl roku 1948 z akademie propuštěn.